# 東京サザエさん学会
東京サザエさん学会（とうきょうサザエさんがっかい）は、長谷川町子原作の漫画『サザエさん』を研究している団体である。会長は慶應義塾大学文学部名誉教授の岩松研吉郎が務めていた。

## 概要
ロンドンに『シャーロック・ホームズ』のファン（シャーロキアン）たちが集まってホームズを研究する団体「シャーロック・ホームズ協会」が出来たように、日本でも、『サザエさん』を愛する東京都内在住の学者・編集者・学生らファン有志が集まり「サザエさん」を研究するため一つの団体が出来上がった。それが、シャーロック・ホームズ協会に倣ったこの「東京サザエさん学会」である。なお、研究対象は原作のみで、アニメは対象外としている（後述の書籍『磯野家の謎 - 「サザエさん」に隠された69の驚き』より）。
1981年創設。略称は「TSG」で、波平が加入していた「都下禿頭会（とかとくとうかい）」のローマ字綴りを略した「TTK」に倣った。また、同学会では集まったファン達を「イソニアン」と呼称していた（後述の書籍『磯野家の謎 - 「サザエさん」に隠された69の驚き』より）。
1992年に飛鳥新社から出版された『磯野家の謎 - 「サザエさん」に隠された69の驚き』は200万部を超える大ヒットとなり、続編として『磯野家の謎・おかわり』も出版。『サザエさん』人気復活に大いに貢献した。また、その後数年続く「謎本ブーム」の火付け役になった。
ただ、『磯野家の謎』ではギャグに走りすぎた面があり、都市伝説である『サザエさん』の最終回について書いたり、とりわけ続編の『おかわり』の「何故サザエさん一家はそんなに浮かれているのか?→磯野家はヒロポンを使用していた疑いあり」など、やりすぎた面もあった（ただし、最終回の都市伝説はルーツについての考察である。後者は長谷川の作品『似たもの一家』を持ち出して主張している）。
そこに現れたのが、ゆうむはじめが代表を務める（と言ってもゆうむ一人しかいない）「世田谷サザエさん研究会」であり、ブームに便乗し『サザエさんの秘密』とその続編『サザエさんの悲劇』をデータハウスから出版（他にもドラえもんの謎本も別名義で出版）し、東京サザエさん学会を徹底的に批判したことで、1〜2年の間論争となった。
だが、ゆうむの批判はやりすぎたものがあり、『秘密』では主に内装や家電の初出年代の誤りの指摘とそれに基づく仮説（「磯野家は大阪万博を機に家の内装を改装した」という説）の批判が記されていた程度だったが、続編である『悲劇』では、本文のうち最初の3章が『磯野家の謎』・『おかわり』の批判記事により構成されていたものであった（特に前述のヒロポン使用の件と、「マスオは徴兵逃れをした」「タラちゃんは出生の秘密がある」の3点を非難した）。また、元々『磯野家の謎』の便乗本であったにもかかわらず、本文中には「東京サザエさん学会」を中傷するような表現が多く、ゆうむは、『磯野家の謎』読者からバッシングを浴びることとなった（後に『秘密』と『悲劇』は1冊に統合されて文庫版・新装版が出版されたが、こういった経緯があったため、『磯野家の謎』の批判記事はマスオの話を除き全て削除された）。この他、『秘密』の文中の間違った記述などについて、岩松代表から『週刊文春』にて「恥を知れ!!世田谷サザエさん研究会」と題して批判記事が掲載され反論されたこともあった。
しかしながら、結局のところこれ以上両者が対立することも無く、この話題は沈静化していった。なお1997年に両者とは無関係の清水勲が書いた研究本『サザエさんの正体』が平凡社から出版されている。
学会の詳細な活動状況は不明ながら、会自体は存続している。『週刊文春』2009年11月5日号には『いまだに「ブラウン管」テレビ　磯野家の「地デジ化」はいつ?』という記事が掲載され、ここでは岩松代表が「（磯野家のテレビの）地デジ化は“何事もなかったように無視する”と思います」とコメントを寄せている。2018年5月18日には新刊『磯野家の危機』を宝島社から発売した。
代表の岩松は、2019年8月に死去した。

## 出版物

### 書籍
- 磯野家の謎 - 「サザエさん」に隠された69の驚き/飛鳥新社/1992年12月刊/ISBN 4-87031-126-7/定価1,020円（税込）
- 磯野家の謎・おかわり/飛鳥新社/1993年4月刊/ISBN 4-87031-132-1/定価918円（税込）
- 意地悪ばあさんの愛/毎日新聞社/1993年刊/ISBN 4-620-30960-5
- 磯野家の謎（集英社文庫）/集英社/1995年7月刊/ISBN 4-08-748264-2
- 磯野家の謎・おかわり（集英社文庫）/集英社/1995年7月刊/ISBN 4-08-748265-0
- 磯野家の謎 - 人気アニメ「サザエさん」の知られざる秘密に迫る！！/日本文芸社/2005年5月刊/ISBN 4-537-25277-4
- 磯野家の危機/宝島社/2018年5月18日刊/ISBN 9784800283566

### 映像作品
- 映像版 磯野家の謎/1993年12月発売